# San Vicente Ferrer (Antioquia)
San Vicente Ferrer es un municipio de Colombia, localizado en la subregión Oriente del departamento de Antioquia. Limita por el norte con los municipios de Barbosa y Concepción, por el este con los municipios de Concepción y El Peñol, por el sur con los municipios de Marinilla y Rionegro y por el oeste con los municipios de Guarne y Girardota. Su cabecera dista 48 kilómetros de la ciudad de Medellín, capital de Antioquia. El municipio posee una extensión de 243 kilómetros cuadrados.

## Toponimia
Los vecinos de entonces encomendaron la fundación a San Vicente Ferrer, y de ahí el nombre del pueblo.

## Historia
Como en toda la zona circundante de esta región oriental de Antioquia, fueron los indígenas Tahamíes y los Catíos los primeros pobladores de que se tenga noticia en estos territorios.
Esta comunidad comenzó su vida civilizada como un asentamiento minero durante el siglo XVI.
En 1759, José Ceballos Rojas y Eusebio Ceballos Rojas, descendientes de conquistadores españoles, donaron en esta región los terrenos para construir una capilla. Este es el año que ha quedado en los anales como el de la fundación oficial del poblado, y los señores Ceballos Rojas como sus fundadores.  Igualmente lo encomendaron a Nuestra Señora de Chiquinquirá, y la comunidad todavía celebra sus fiestas patronales con ambos íconos católicos.
Terminado el auge minero inicial, los pobladores desarrollaron la ganadería, la agricultura y el comercio hasta el día de hoy.

## Demografía
Población Total: 22 093 hab. (2018)
- Población Urbana: 5 464
- Población Rural: 16 629

Alfabetismo: 85.1% (2005)
- Zona urbana: 88.0%
- Zona rural: 83.5%

### Etnografía
Según las cifras presentadas por el DANE del censo 2005, la composición etnográfica del municipio es: 
- Mestizos & blancos (98,7%)
- Afrocolombianos (1,3%)

### Personas importantes de San Vicente Ferrer
- Los Hermanos José y Eusebio Ceballos Rojas (-) Fundadores

- Vicente Arbeláez Gómez (1822-1884) Eclesíastico, Obispo de Santa Marta (1859-1866) y Arzobispo de Bogotá (1866-1884).

- Horacio Montoya Gil (1931-1985) Jurista, Magistrado de la Sala Civil del Tribunal Superior de Medellín, Magistrado de la Corte Suprema de Justicia en la sala Civil, de la que fue presidente. Murió en la toma del Palacio de Justicia.

- Germán Giraldo Zuluaga (-) Jurista, Secretario de Gobierno de Antioquia, Diputado de la Asamblea de Antioquia, Magistrado Sala Civil Corte Suprema de Justicia.

- Manuel Tiberio Carvajal Arias(-) Artista, se formó autónomamente, nació en la vereda la Honda, se identificó con el arte de forjar en hierro y le permitió asociarse con el metal.  Se dedicó al bien del pueblo por lo que construyó el acueducto público en piletas. La casa de él quedaba ubicada por la calle Córdova y en frente quedaba una de las piletas en forma de piedra con sus huellas marcadas, cuando la gente se paraba en ella brotaba agua. Otra de las piletas está en la esquina de la calle Abad y otra estaba donde se ubica la casa de la cultura.

La negra de la pila fue creada en 1903 también construyó la cruz de piedra en 1918.contribuyó al acueducto de santa rosa de osos y fue alcalde de San Vicente Ferrer. (tomado de https://mi-san-vicente.webnode.es/manuel-tiberio-carvajal-arias/)
- Monseñor Marco Tulio Torres (-) Eclesíastico.

- Reinel Montoya Jaramillo (-) Ciclista

## Fauna

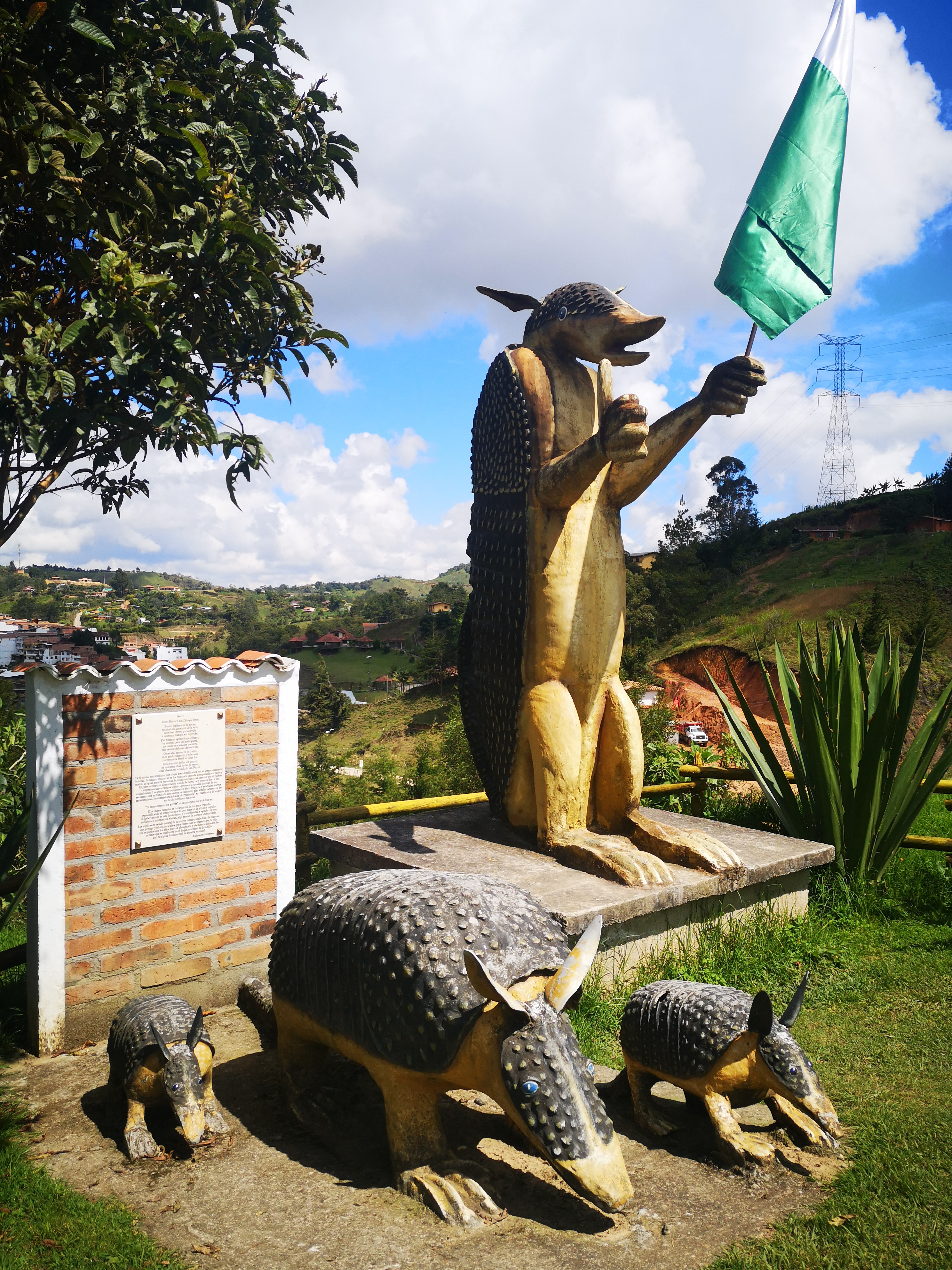

En el municipio en las veredas cercanas y zonas rurales hay fauna como el Armadillo de nueve bandas, el  zorro perruno, la Ardilla cola roja, el sirirí bueyero, el Carriquí verdiamarillo, la Nutria tropical, la Rana paisa, el puercoespín de cola corta entre otros...
Muchos animales han sido erradicados como el Puma y  Venado ha causa de deforestación y atropellamientos.sin embargo aun sigue existiendo poco bosque en el municipio o cerca de él.

## Generalidades
- Fundación del municipio, 3 de octubre de [1759]
- Erección en municipio, 1814
- Fundadores: José y Eusebio Ceballos Rojas
- Apelativo: "Tierra de Labriegos y Andariegos"

Posee una rica historia ligada a la cultura del fique y la cabuya.
En el área urbana posee algunos restos de la arquitectura de la Antioquia de mediados del siglo XX. El edificio más notable es el templo parroquial, construido a mediados del siglo XIX.

## División Político-Administrativa
Aparte de su Cabecera municipal. San Vicente Ferrer tiene bajo su jurisdicción el centro poblado: Corrientes.

## Transporte
Se comunica con la Autopista Medellín- Bogotá por carretera pavimentada, está a una hora de Medellín y a 40 minutos de Rionegro.
Posee también carreteras destapadas que lo comunican con los municipios de Concepción y El Peñol.

## Economía
- Agricultura: fríjol, papa, maíz, frutales de clima frío, hortalizas
- Turismo.
- Ganadería de todo tipo
- Comercio.

El municipio ha sido tradicionalmente un gran productor de cabuya. Sus artesanías son confeccionadas con base en ese material, por ejemplo tapices, tejidos, cortinas y colgantes para maderas.
También tallas en madera y mimbre.

## Fiestas
- Patronales de la Virgen de Chiquinquirá — 1 al 9 de julio
- Virgen del Carmen — último sábado del mes de julio
- Carnaval de la Antioqueñidad — 11 de agosto
- Fiestas de La Colina — mes de diciembre

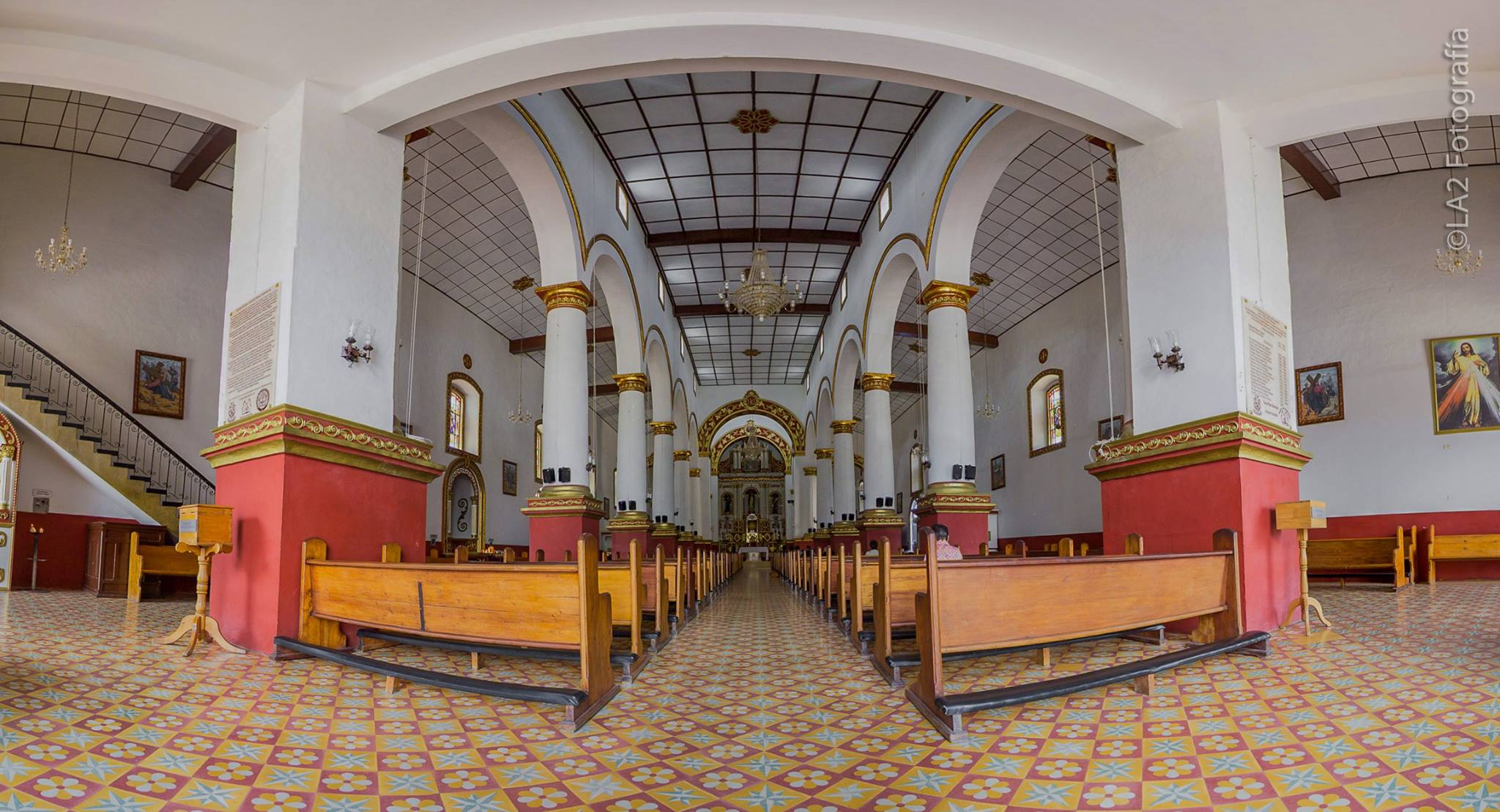
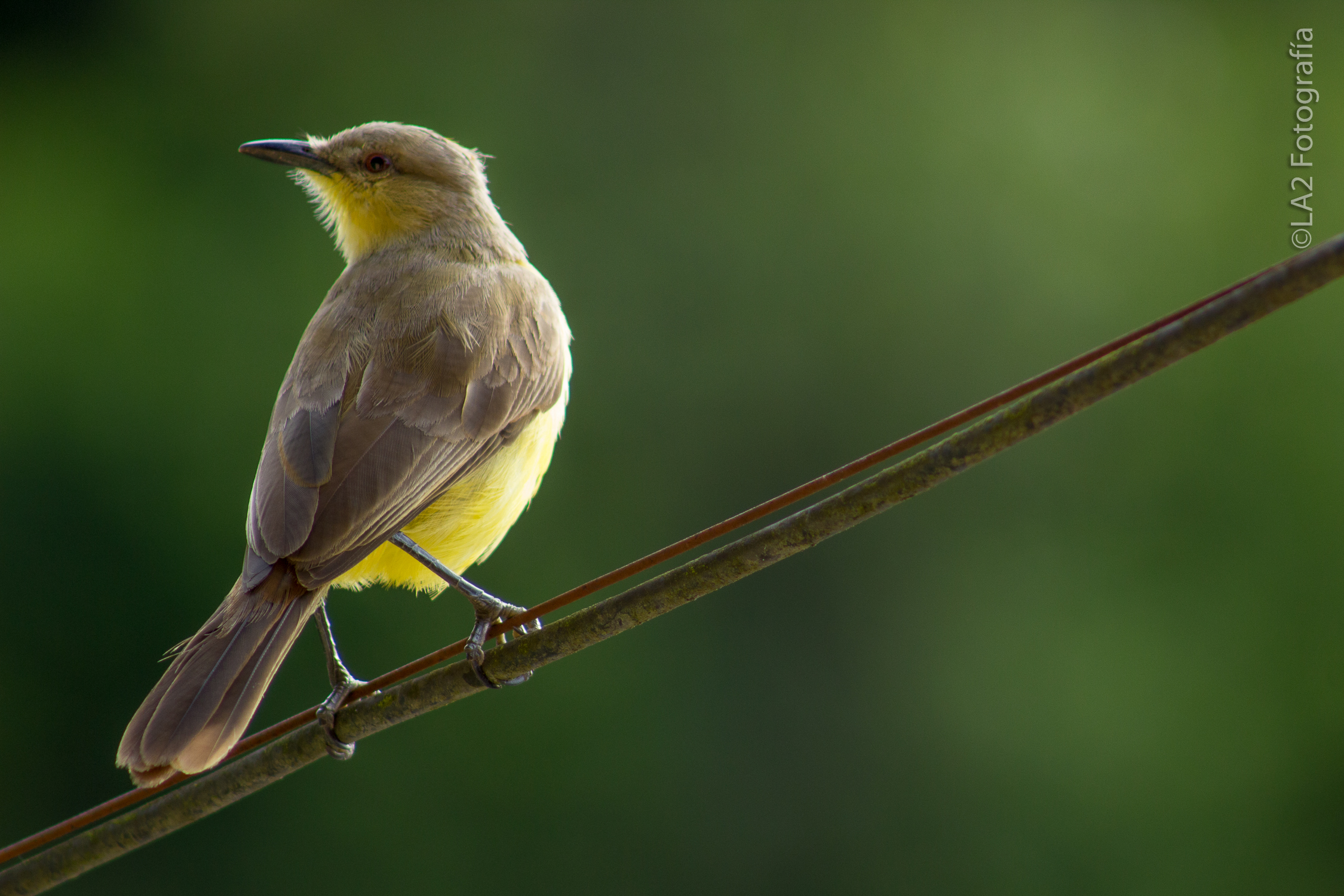
pueblo
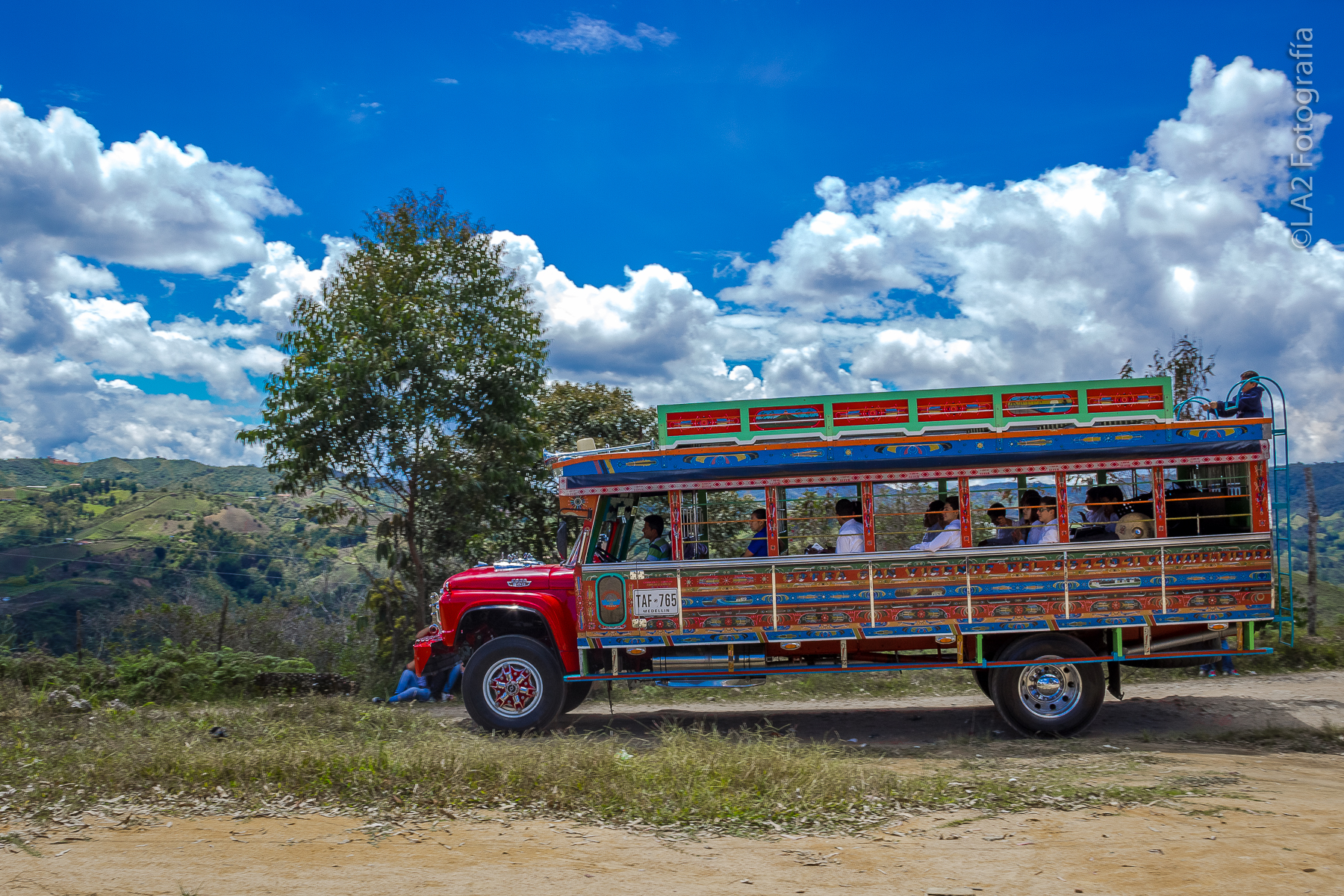
Chiva
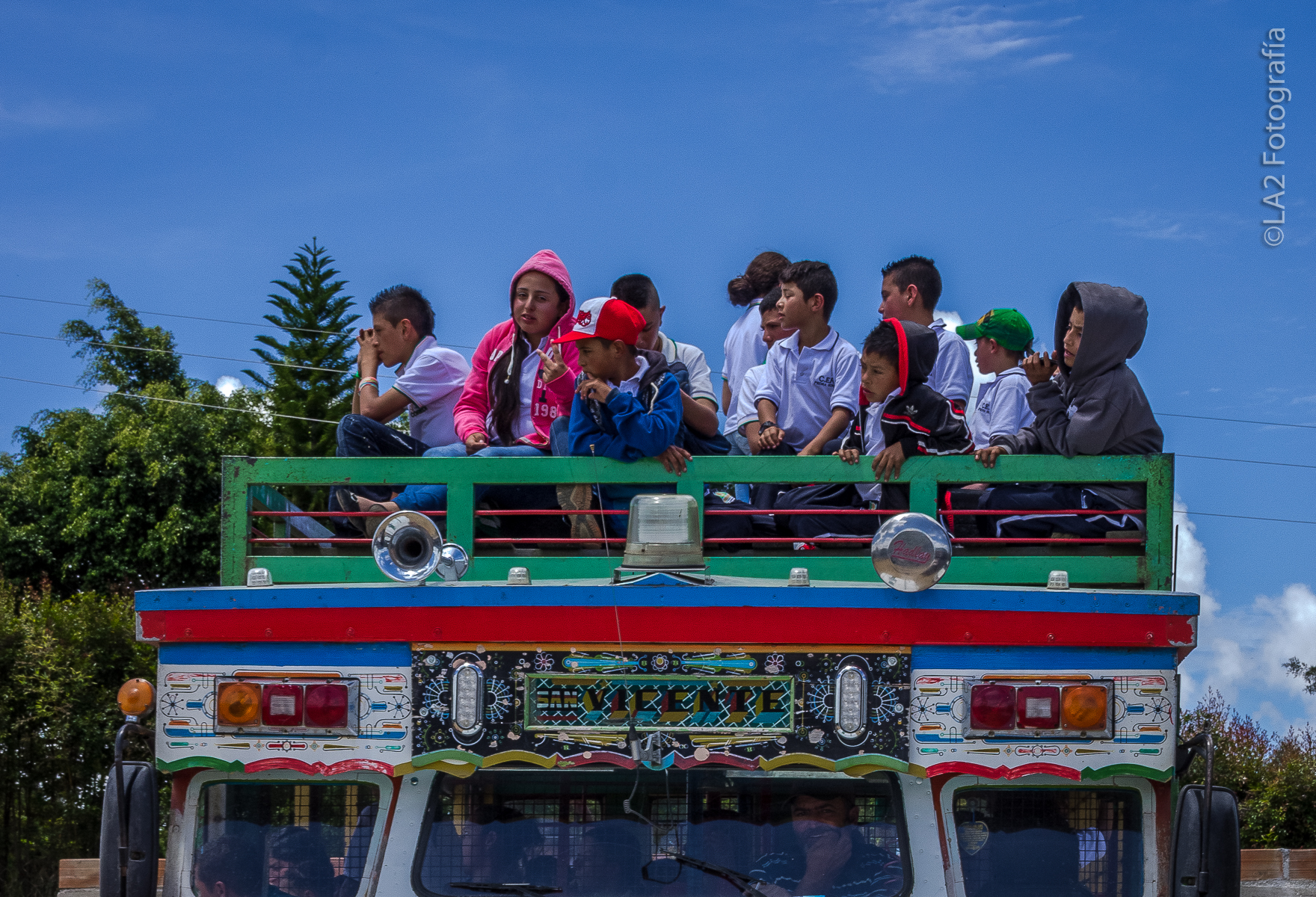
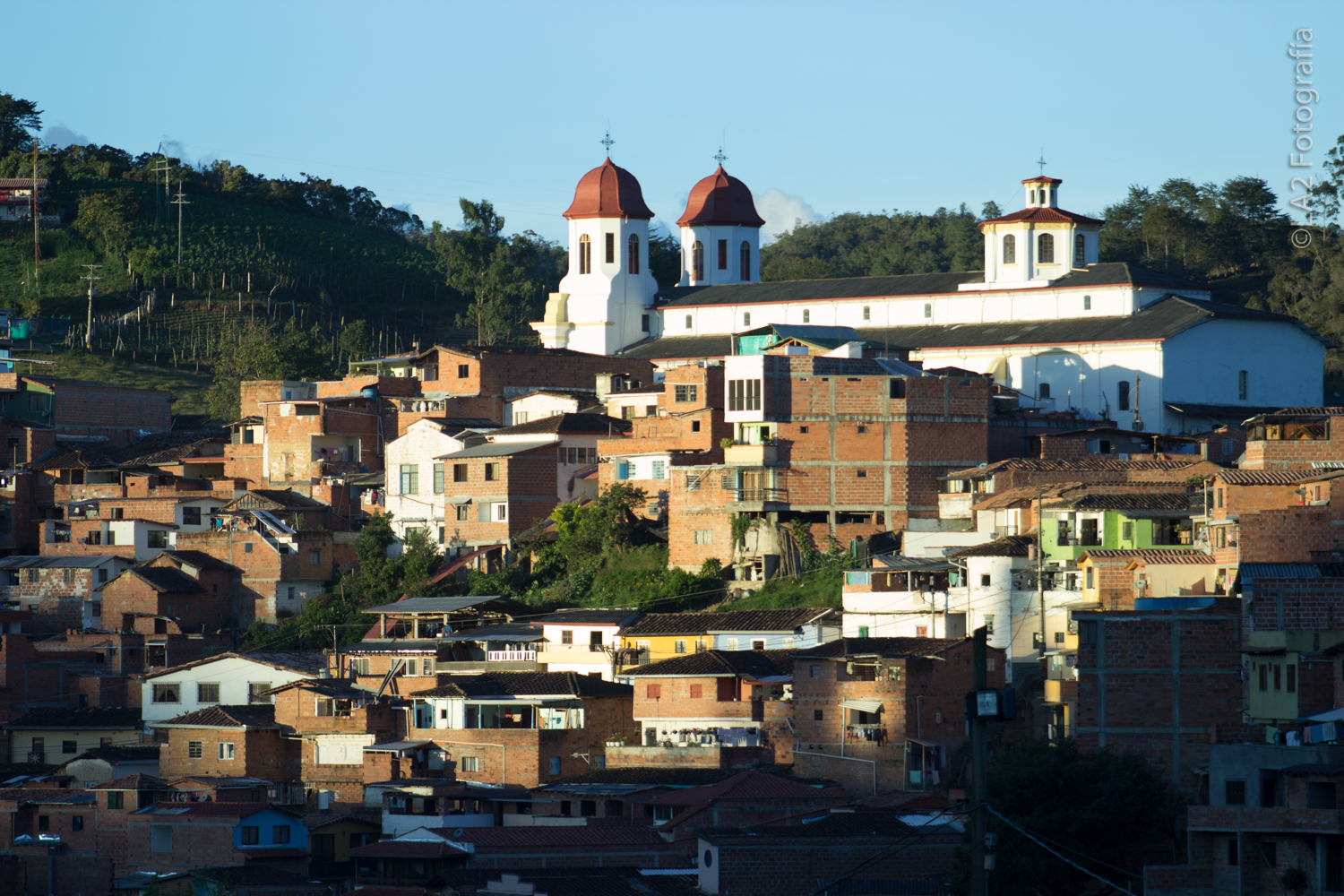
atardecer
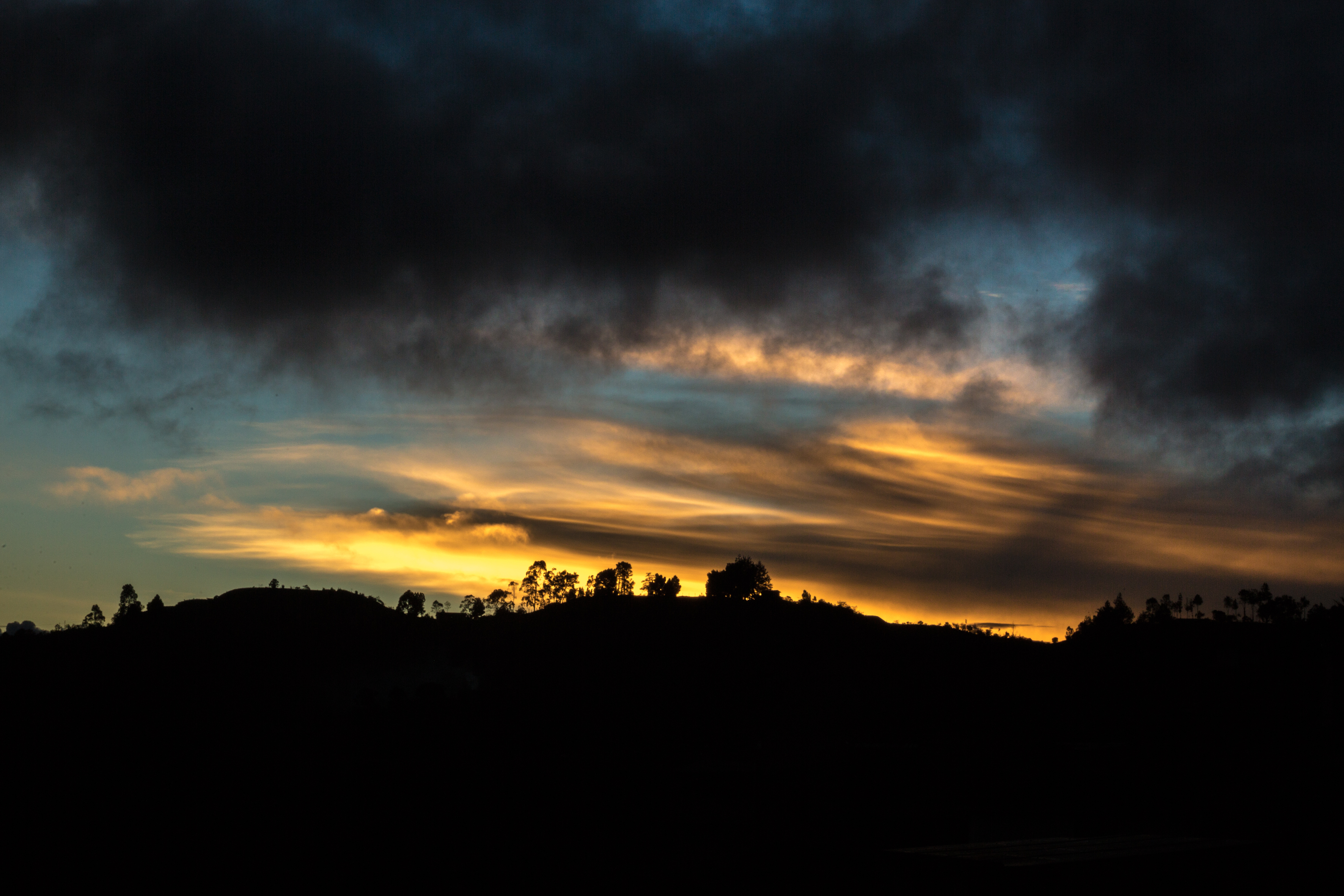
Atardecer Sanvicentino
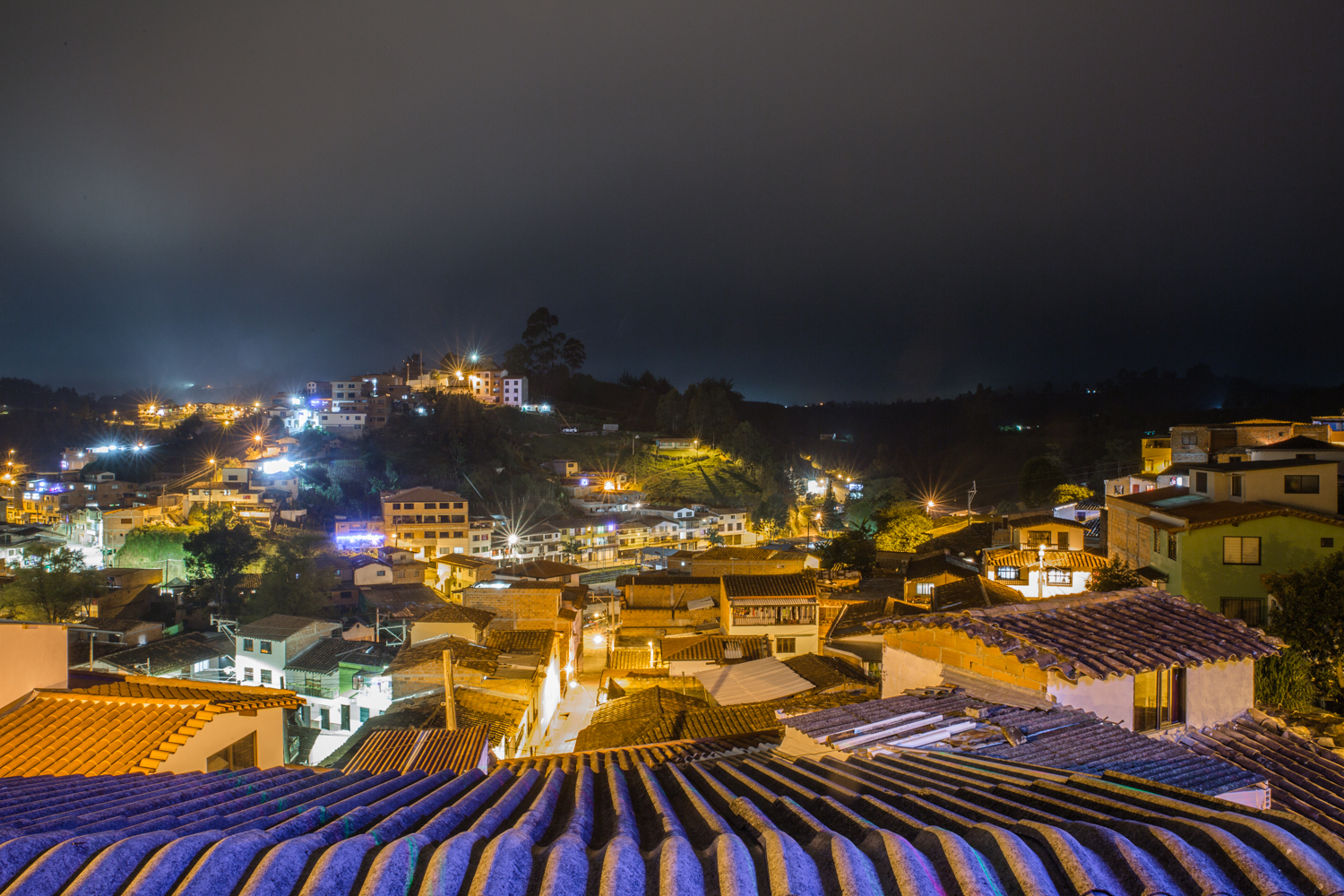
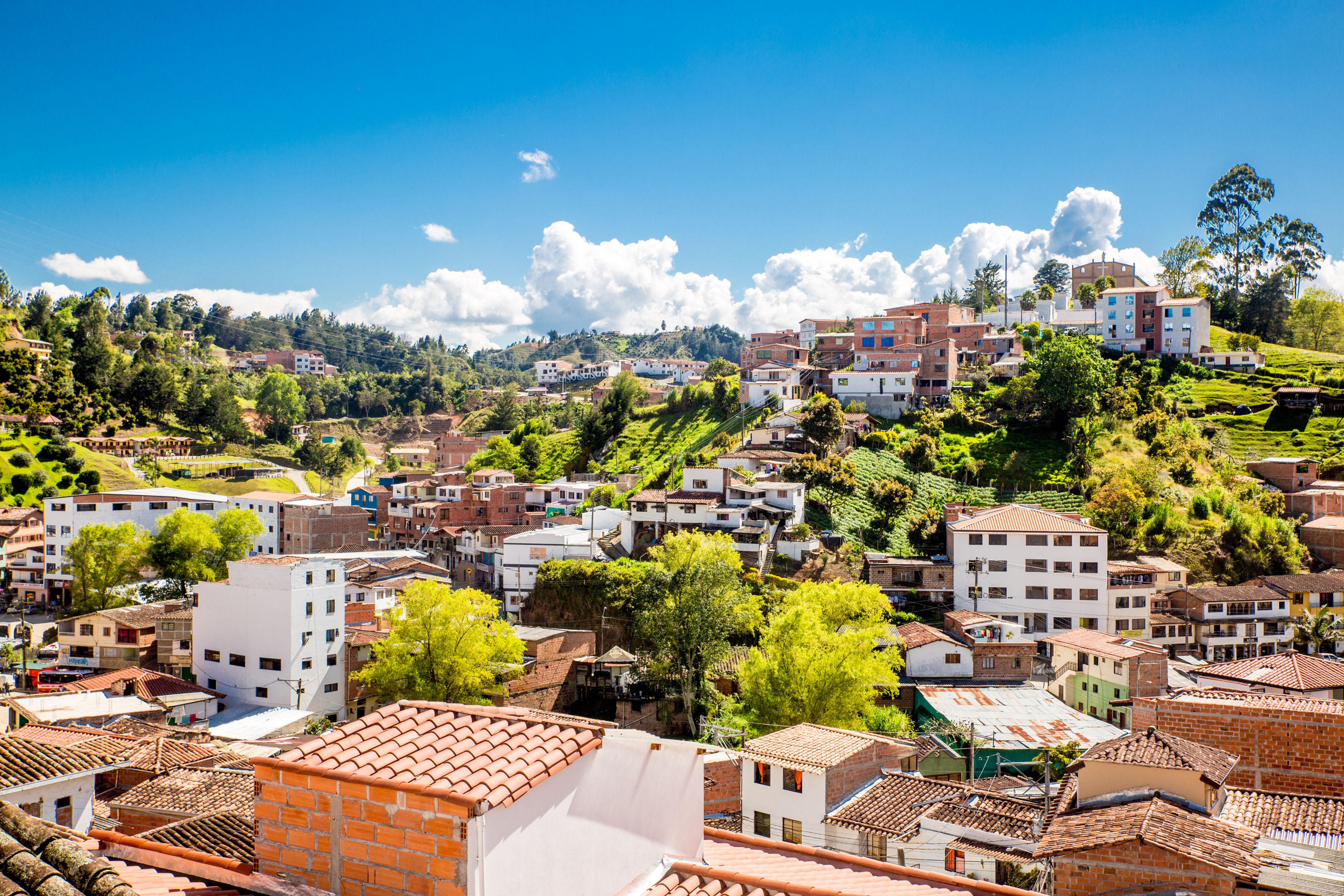
Fiestas de San Vicente Ferrer — mes de octubre
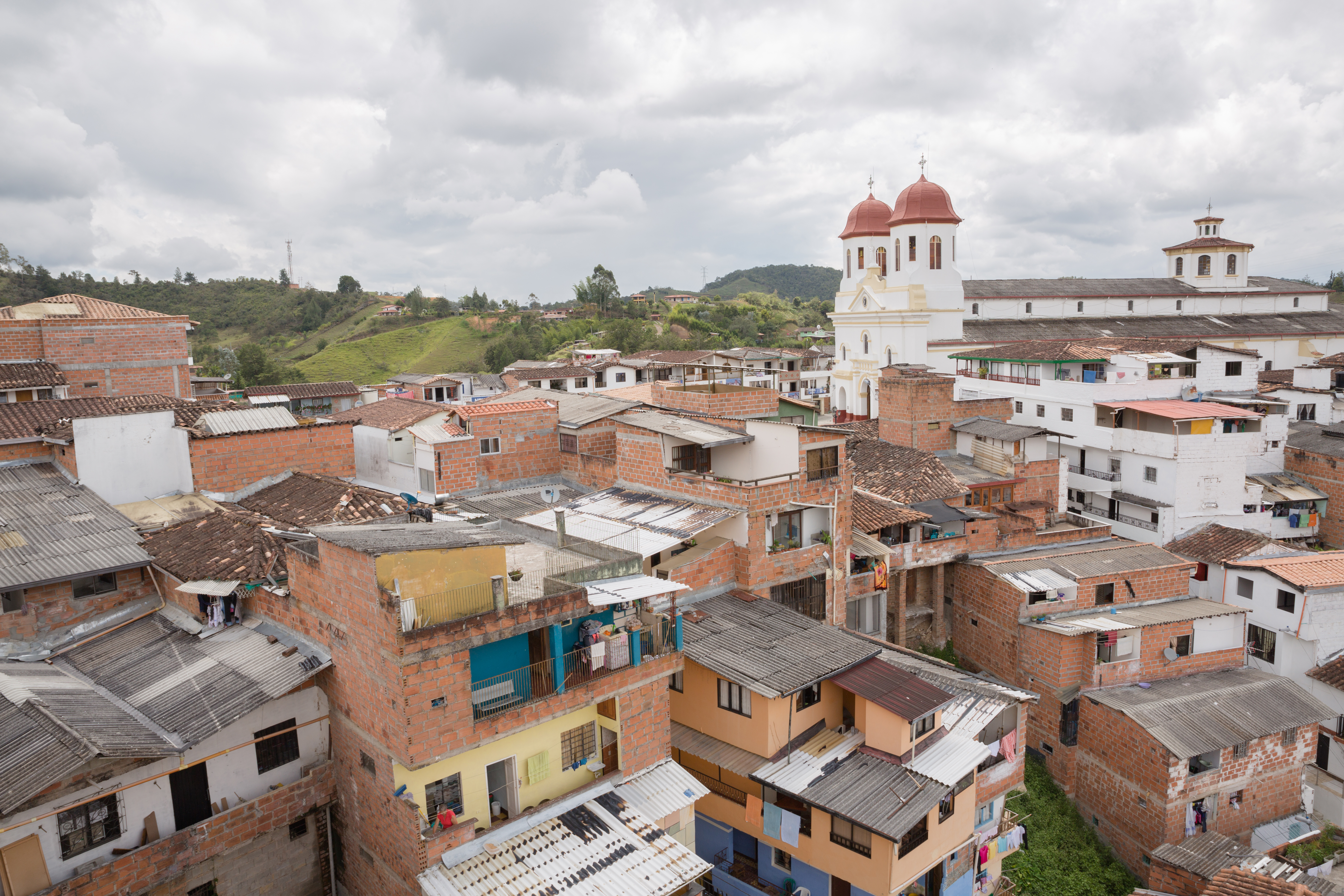
San Vicente ferrer 2020
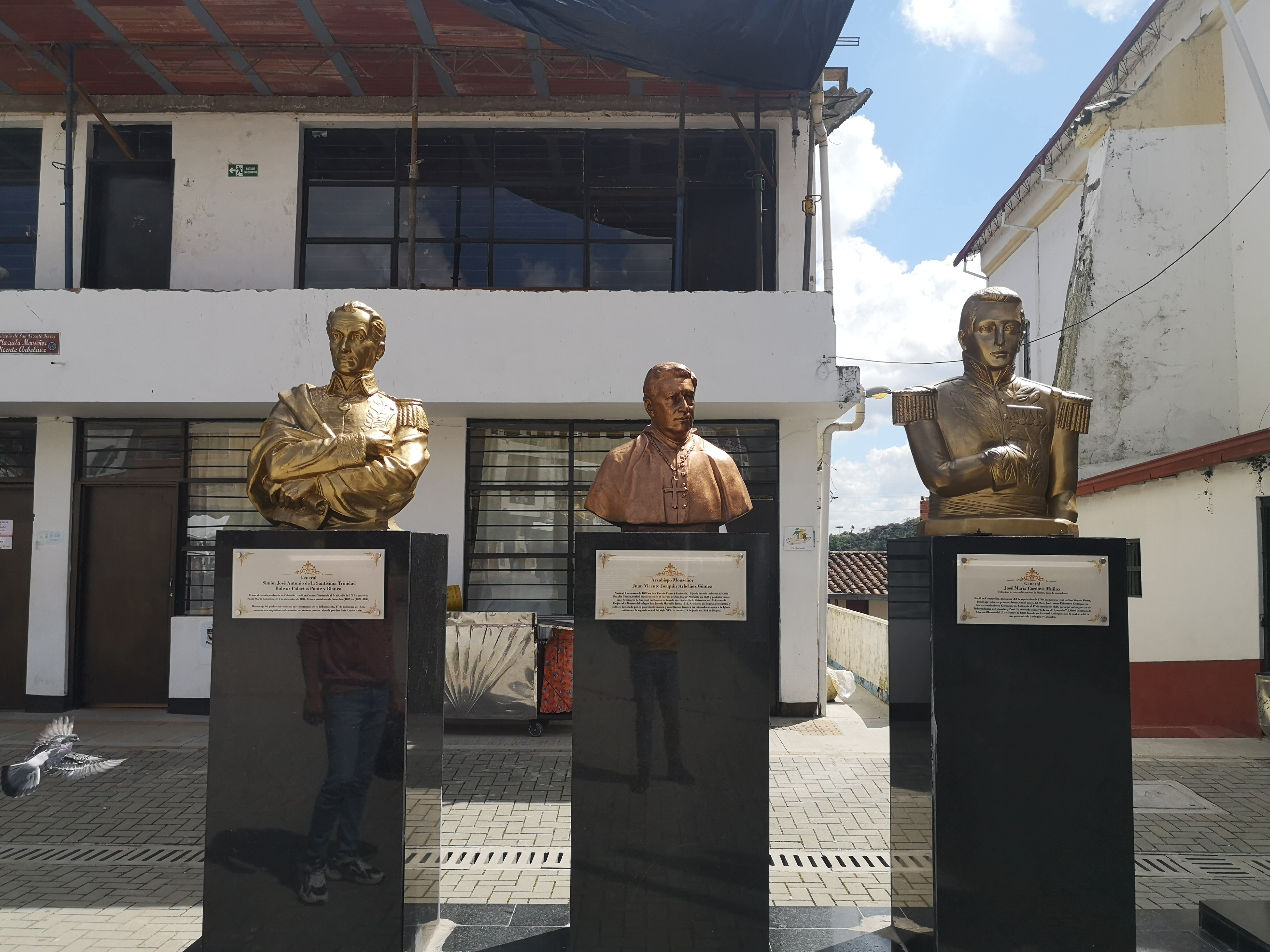
Bustos
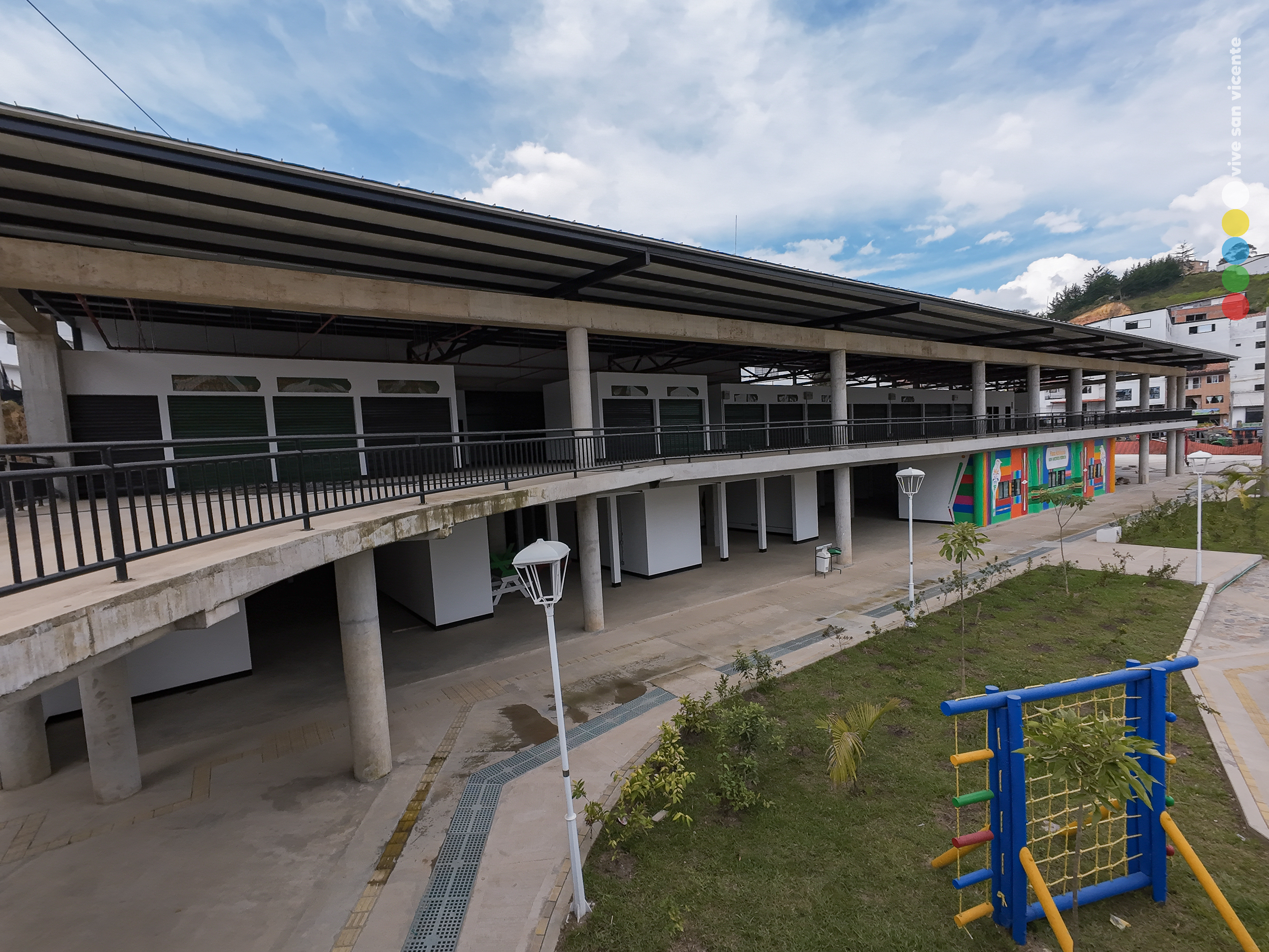
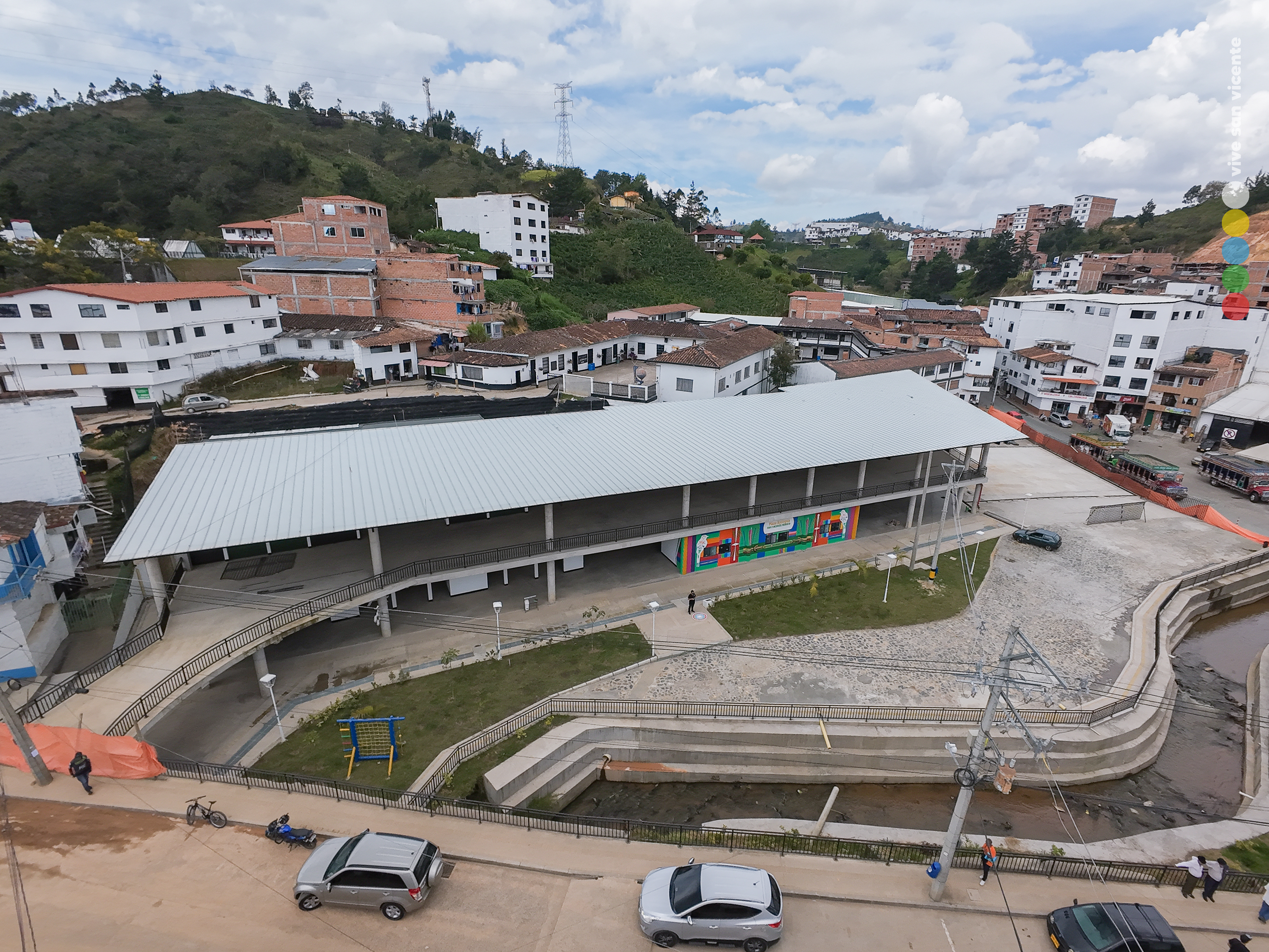
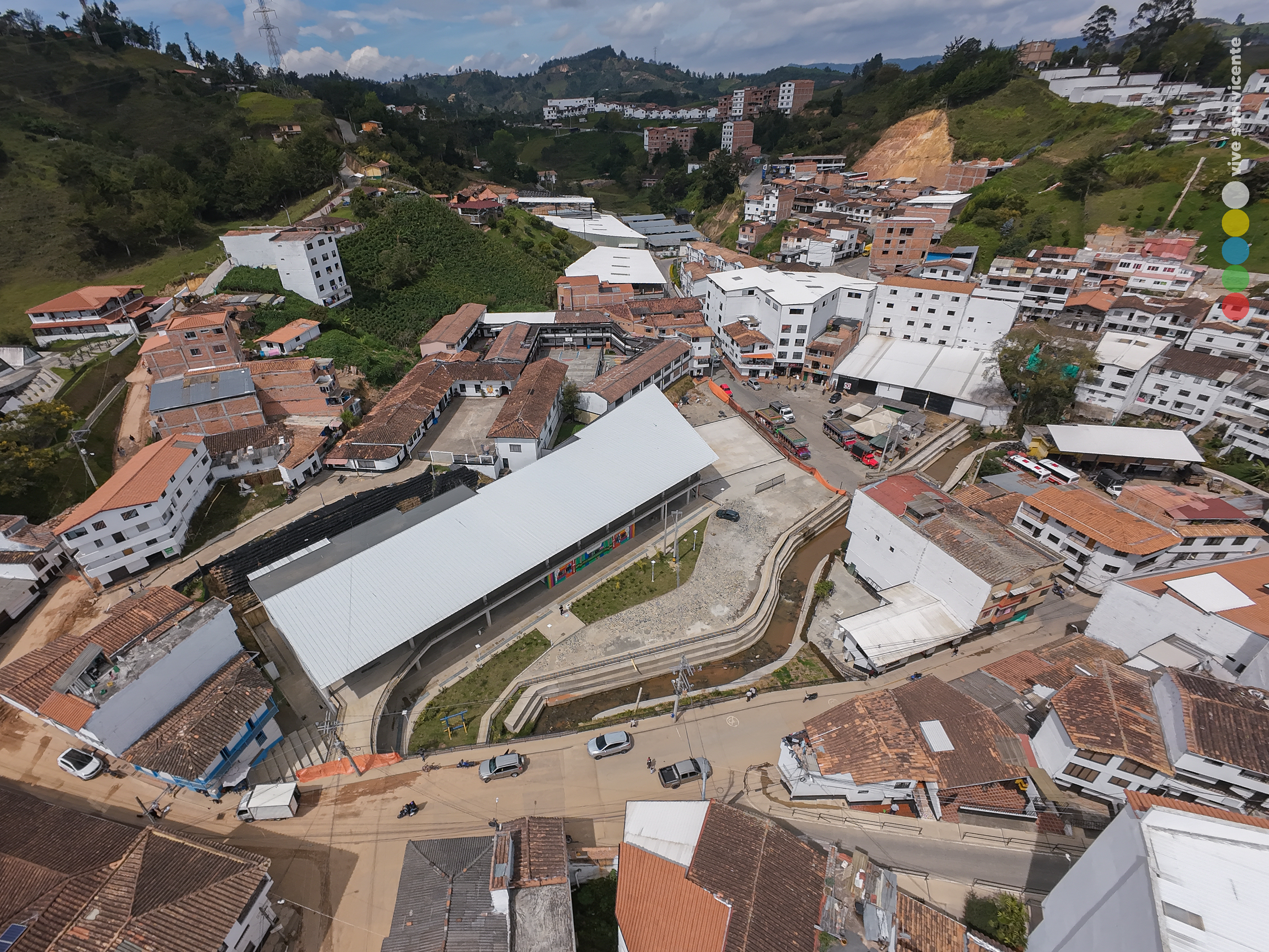
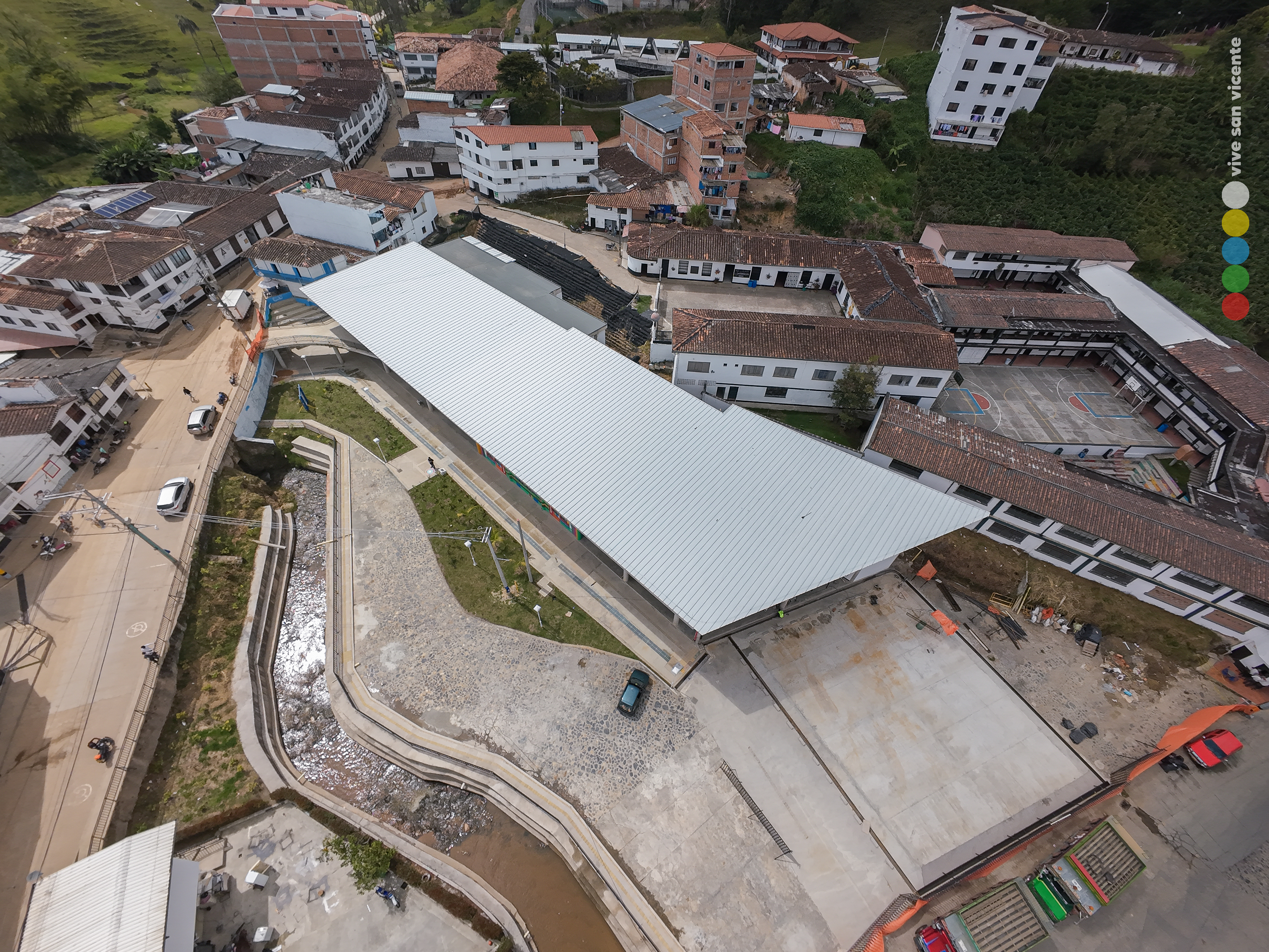
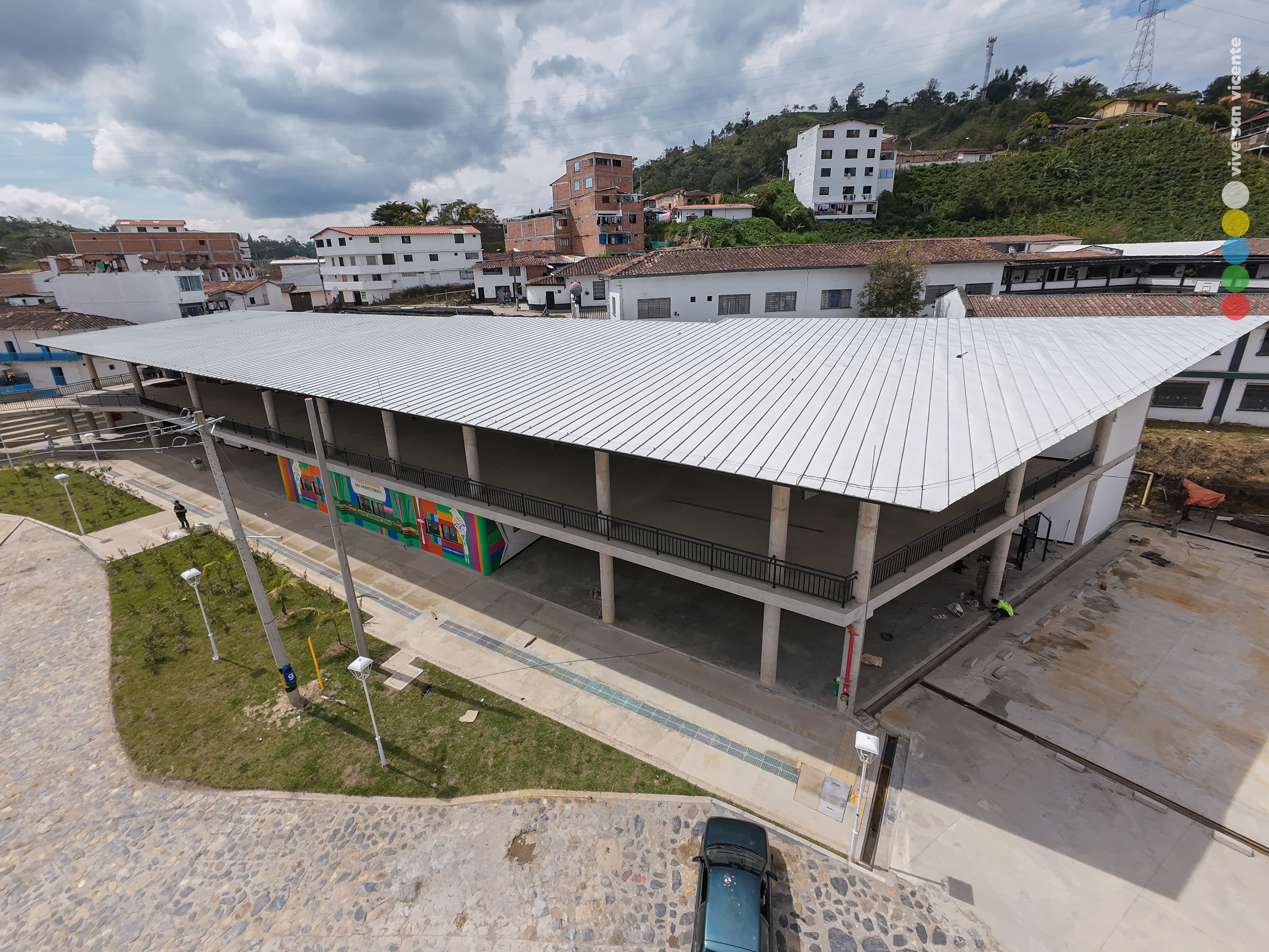
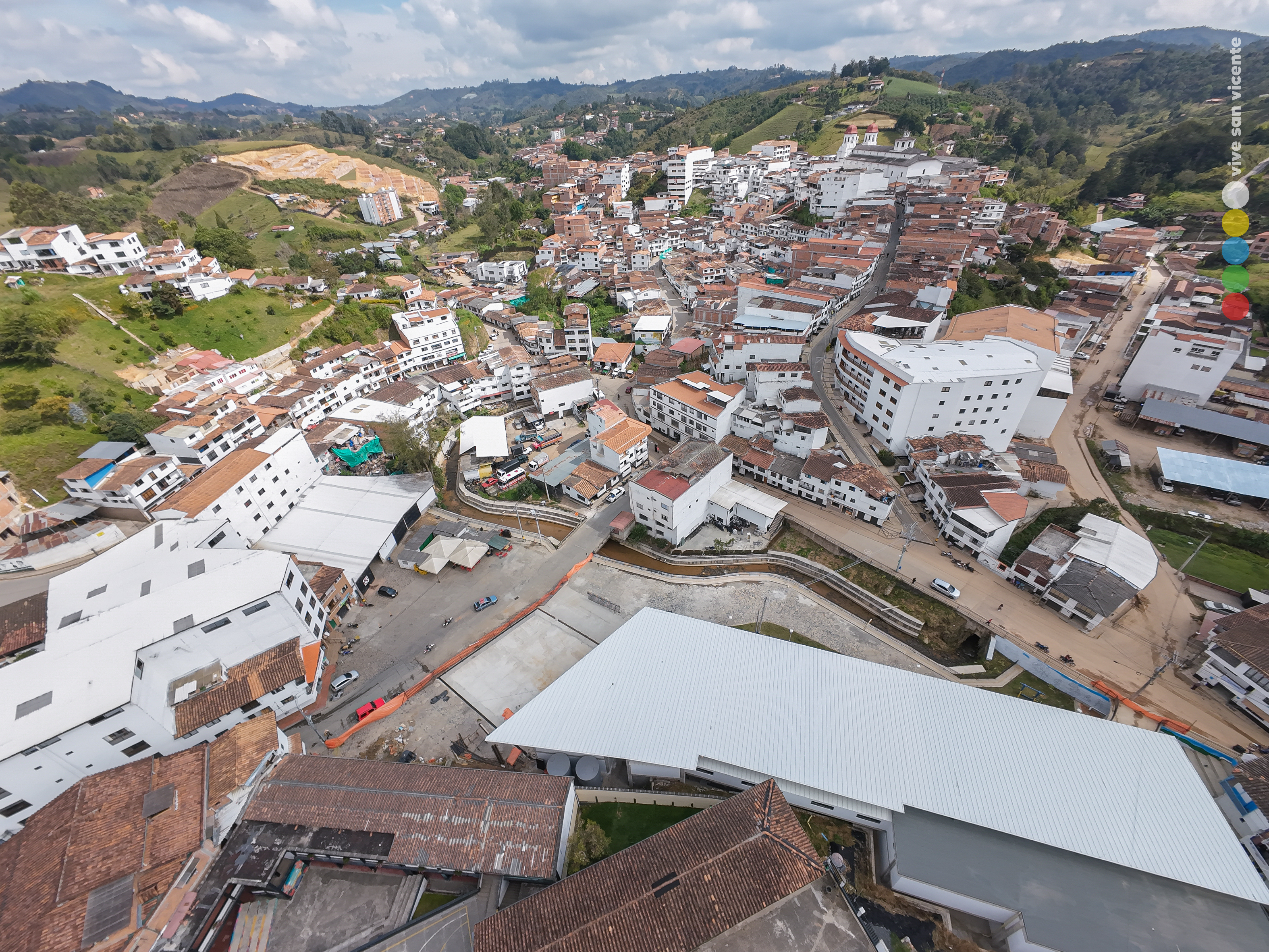
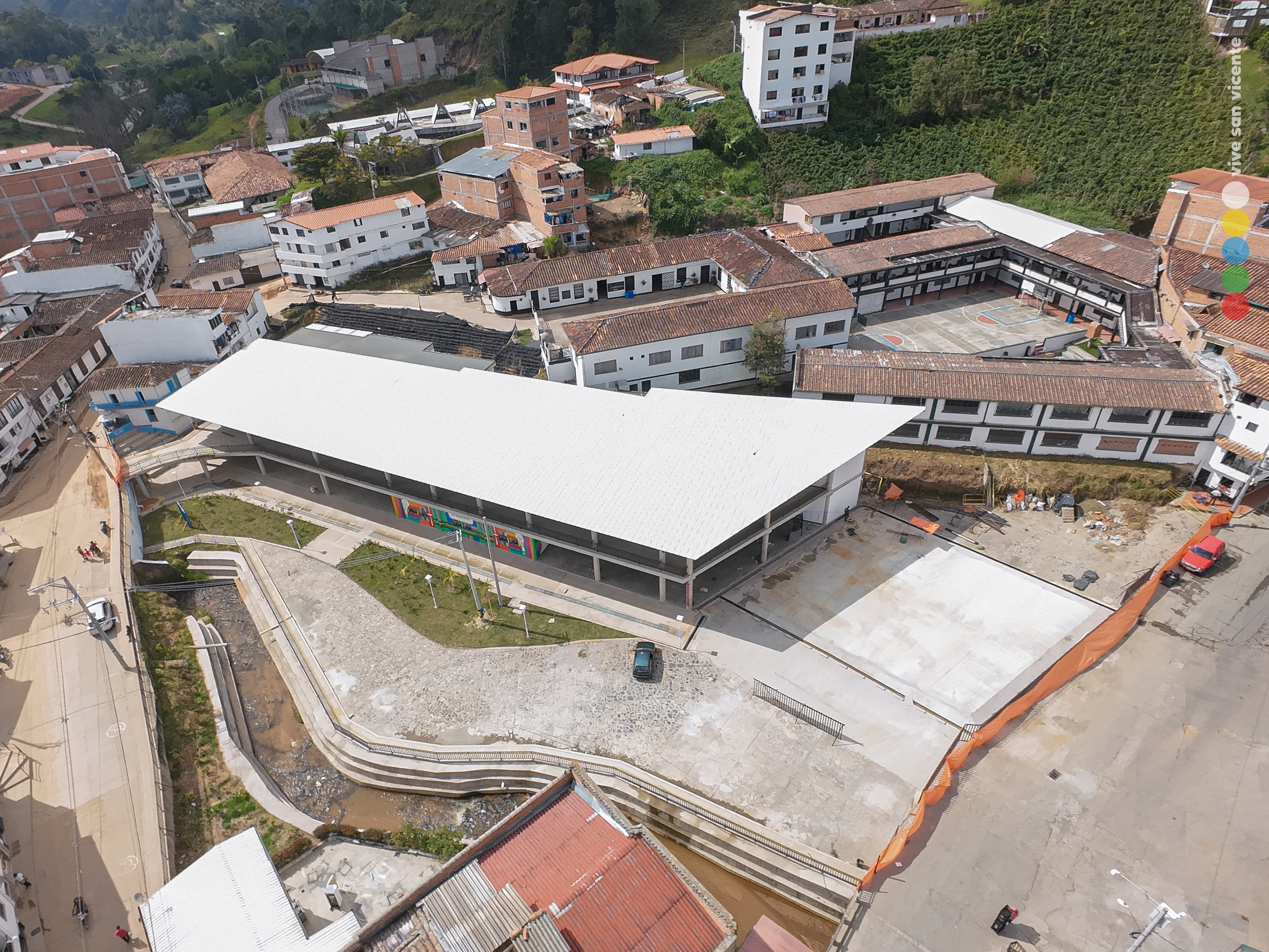

- Merca Trueque Los Ferrer Primeros Domingos de cada mes

## Galería de imágenes
- Archivo:Panoramica_iglesia_San_vicente_La2_fotografia.jpg
- Archivo:Fauna_san_vicente.jpg
- Archivo:Alegria_de_abuelos.jpgpueblo
- Archivo:Chiva_calle.jpgChiva
- Archivo:Niños_en_chiva.jpg
- Archivo:San_vicente_ferrer.jpgatardecer
- Archivo:Atardecer_Sanvicentino.jpgAtardecer Sanvicentino
- Archivo:Noche_de_San_Vicente.jpg
- Archivo:San_vicente_ferrer_dia.jpg
- Archivo:San_Vicente_Ferrer_Aerea.jpgSan vicente ferrer antioquia
- Archivo:San_Vicente_Ferrer_Arriba.jpgSan Vicente ferrer 2020
- Archivo:Iglesia_de_San_Vicente_Ferrer_(San_Vicente,_Antioquia)_-_bustos_02.jpgBustos
- Archivo:Plaza_de_Mercado_San_Vicente_Ferrer_20240919100206.jpg
- Archivo:Plaza_de_Mercado_San_Vicente_Ferrer_20240919095037.jpg
- Archivo:Plaza_de_Mercado_San_Vicente_Ferrer_20240919094834.jpg
- Archivo:Plaza_de_Mercado_San_Vicente_Ferrer_20240919094540.jpg
- Archivo:Plaza_de_Mercado_San_Vicente_Ferrer_20240919094412.jpg
- Archivo:Plaza_de_Mercado_San_Vicente_Ferrer_20240919091928.jpg
- Archivo:Plaza_de_Mercado_San_Vicente_Ferrer_20240919091854.jpg

## Sitios de interés
- Piedra de San Vicente Ferre, imponente monolito , se encuentra ubicada en la vereda Peñolcito
- Cascada de Los Cachos o Corrientes, caída de 60 metros de altura
- Cascadas de la Magdalena
- charcos verdes en las frías y el canelo
- Iglesia de Nuestra Señora de Chinquiquirá, de mediados del siglo XIX, se encuentra muy bien conservada

- Casa del General José María Córdova
- Valle de la Magdalena y Valle Corrientes
- Casa de la Cultura Horacio Montoya Gil
- La Negra de la Pila
- La Cruz de Piedra
- Cerro de Morrito
- La montera (mina de cuarzo y diamantes, vereda la enea)
- Quebrada el salado (quebrada de agua salada, veredas san Antonio y la compañía)